# جان بول روف
جان بول روف (بالفرنسية: Jean-Paul Rouve)‏
```
هو 
كاتب سيناريو
 
ومخرج
 
وممثل
 
فرنسي
، ولد في 26 يناير 1967 في 
فرنسا
.
[
6
]
[
7
]
 من الجوائز التي نالها 
جائزة سيزار لأفضل ممثل صاعد
.
```

## أعمال

### أفلام
- (2004) خطوبة طويلة جدا[8]
- (2007) الحياة الوردية[9]
- (2017) داليدا[10]

## جوائز
- جائزة سيزار لأفضل ممثل صاعد

## وصلات خارجية
- جان بول روف على موقع IMDb (الإنجليزية)
- جان بول روف على موقع روتن توميتوز (الإنجليزية)
- جان بول روف على موقع قاعدة بيانات الأفلام العربية
- جان بول روف على موقع ألو سيني (الفرنسية)
- جان بول روف على موقع ميوزك برينز (الإنجليزية)
- جان بول روف على موقع أول موفي (الإنجليزية)
- جان بول روف على موقع قاعدة بيانات الأفلام السويدية (السويدية)
- جان بول روف على موقع قاعدة بيانات الفيلم (الإنجليزية)
- جان بول روف على موقع كينوبويسك (الروسية)